# Amt Löcknitz-Penkun
Im Amt Löcknitz-Penkun mit Sitz in Löcknitz haben sich 13 Gemeinden (darunter die Stadt Penkun) und der Zweckverband Gewerbegebiet Klar-See zur Erledigung ihrer Verwaltungsgeschäfte zusammengeschlossen. Es liegt im Südosten des Landkreises Vorpommern-Greifswald und bildet den äußersten Südostzipfel des Bundeslandes Mecklenburg-Vorpommern. Das Amt grenzt im Osten an die Republik Polen und im Süden und Südwesten an das Bundesland Brandenburg.

## Gemeinden mit ihren Ortsteilen
- Bergholz mit Caselow
- Blankensee mit Freienstein und Pampow
- Boock
- Glasow mit Streithof
- Grambow mit Ladenthin, Neu-Grambow, Schwennenz und Sonnenberg
- Krackow mit Battinsthal, Hohenholz, Kyritz, Lebehn, Schuckmannshöhe
- Löcknitz mit Gorkow
- Nadrensee mit Pomellen
- Stadt Penkun mit Büssow, Friedefeld, Grünz, Kirchenfeld, Neuhof, Radewitz, Sommersdorf, Storkow, und Wollin
- Plöwen mit Wilhelmshof
- Ramin mit Bismark, Gellin, Grenzdorf, Hohenfelde, Linken, Retzin und Schmagerow
- Rossow mit Wetzenow
- Rothenklempenow mit Dorotheenwalde, Glashütte, Grünhof und Mewegen

### Bevölkerungsentwicklung Amt Löcknitz-Penkun und Gemeinden
| Nr. | Gemeinden           | Fläche     | Bürgermeister     | 2004   | 2005   | 2010   | 2015   | 2020   |
| --- | ------------------- | ---------- | ----------------- | ------ | ------ | ------ | ------ | ------ |
| 1.  | Bergholz            | 21,70 km²  | Ulrich Kersten    | 412    | 411    | 387    | 342    | 320    |
| 2.  | Blankensee          | 34,21 km²  | Stefan Müller     | 590    | 591    | 543    | 572    | 551    |
| 3.  | Boock               | 12,89 km²  | Gunnar Mißling    | 649    | 634    | 603    | 581    | 572    |
| 4.  | Glasow              | 15,59 km²  | Reimund Sommer    | 188    | 183    | 170    | 150    | 150    |
| 5.  | Grambow             | 34,87 km²  | Mirko Ehmke       | 974    | 1032   | 980    | 875    | 853    |
| 6.  | Krackow             | 44,18 km²  | Gerd Sauder       | 789    | 776    | 724    | 671    | 625    |
| 7.  | Löcknitz            | 22,67 km²  | Detlef Ebert      | 2939   | 2904   | 3021   | 3192   | 3255   |
| --- | Mewegen             | (7,30 km²) | ---               | 304    | ---    | ---    | ---    | ---    |
| 8.  | Nadrensee           | 20,71 km²  | Dorina Voß        | 352    | 341    | 363    | 377    | 330    |
| 9.  | Stadt Penkun        | 78,64 km²  | Antje Zibell      | 2095   | 2104   | 1953   | 1899   | 1765   |
| 10. | Plöwen              | 15,20 km²  | Heidelore Hobom   | 294    | 291    | 307    | 409    | 268    |
| 11. | Ramin               | 46,99 km²  | Reinhart Retzlaff | 676    | 703    | 713    | 660    | 665    |
| 12. | Rossow              | 27,68 km²  | Steffen Tuleya    | 531    | 517    | 462    | 440    | 447    |
| 13. | Rothenklempenow     | 58,08 km²  | Rainer Schulze    | 418    | 716    | 659    | 631    | 598    |
| A   | Amt Löcknitz-Penkun | 433,41 km² | Stefan Müller     | 11.211 | 11.203 | 10.885 | 10.799 | 10.399 |

### Eingemeindungen
Die bis dahin selbständige Gemeinde Mewegen wurde am 1. Januar 2005 als Ortsteil nach Rothenklempenow eingegliedert.

## Geschichte

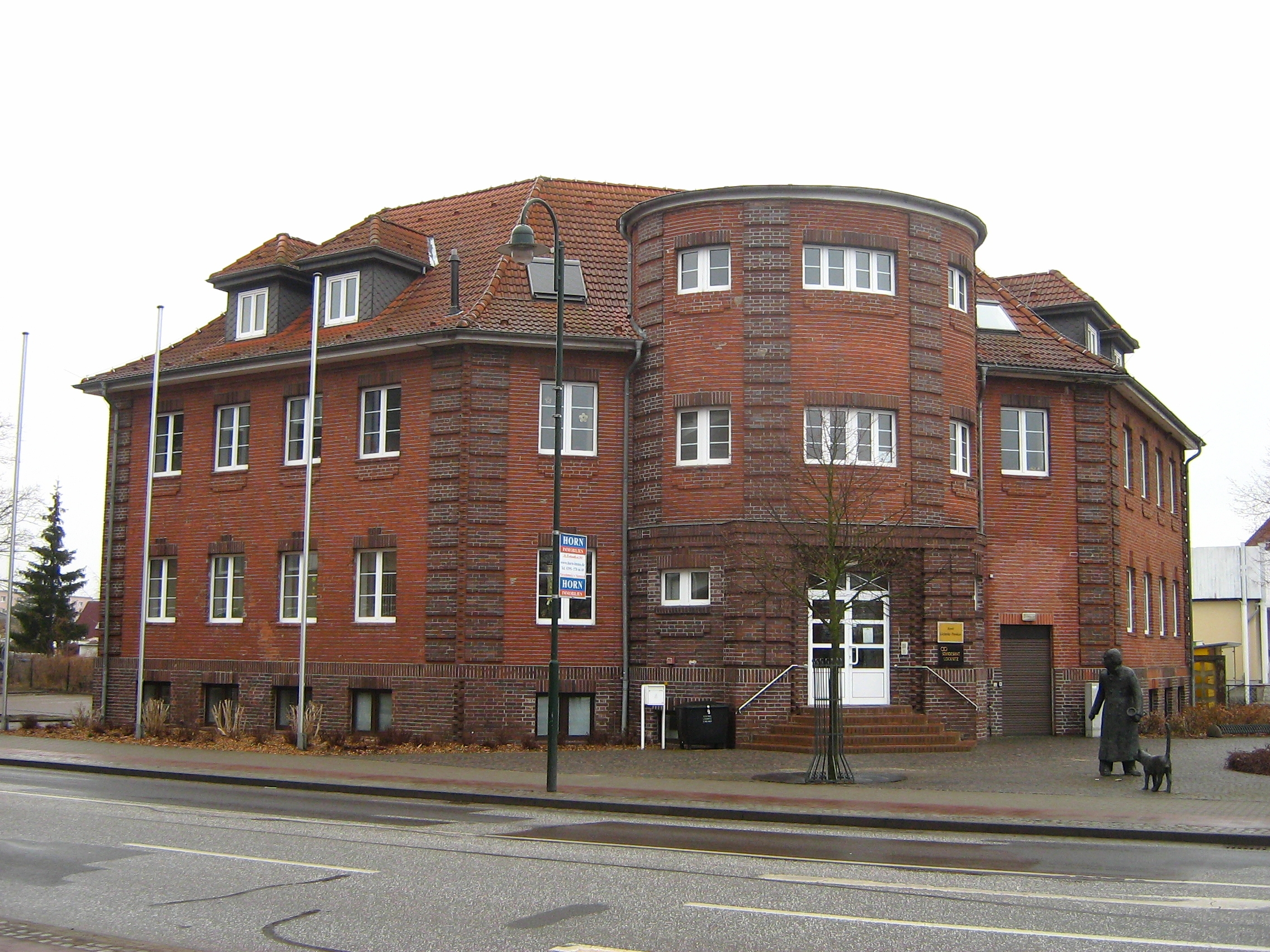
Gebäude des Amtes Löcknitz-Penkun

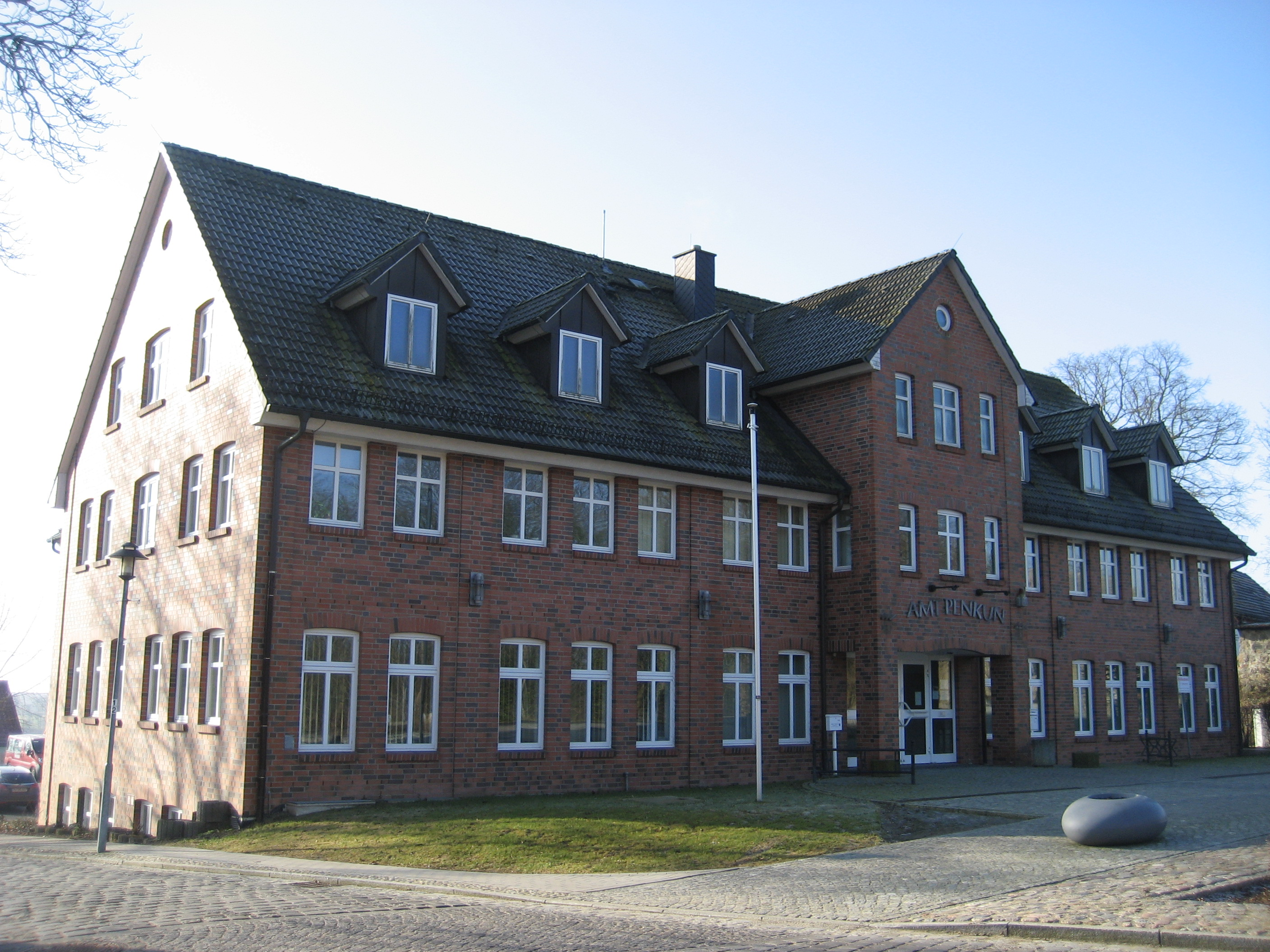
Außenstelle in Penkun – ehemaliges Gebäude des Amtes Penkun

Das Amt wurde am 1. Juli 2004 durch den Zusammenschluss der ehemaligen Ämter Löcknitz und Penkun gebildet. Die Entscheidung zum Zusammenschluss der beiden Ämter geht auf einen Beschluss der Landesregierung von Mecklenburg-Vorpommern aus dem Jahr 2000 für eine Reform der kommunalen Ämterstruktur und der ab 2005 damit einhergehenden Funktionalreform II zurück. Danach sollen laut § 125 Abs. 3 Kommunalverfassung M-V (KV M-V) […] Fläche und Einwohnerzahl eines Amtes so bemessen werden, dass eine leistungsfähige, sparsame und wirtschaftlich arbeitende Verwaltung unter ehrenamtlicher Leitung erreicht wird. Hierbei sind die örtlichen Verhältnisse, im Besonderen die Verkehrs-, Schul- und Wirtschaftsverhältnisse sowie die kulturellen und geschichtlichen Beziehungen angemessen zu berücksichtigen. Die Ämter sollen in der Regel 8000 Einwohner und mehr haben, mindestens jedoch über 6000 Einwohner verfügen. Einem Amt sollen in der Regel nicht mehr als zehn Gemeinden angehören. Während das Amt Löcknitz 2004 mit seinen zwölf Gemeinden 7.965 Einwohner hatte, hatte das Amt Penkun zu diesem Zeitpunkt mit seinen lediglich noch vier Gemeinden und der Stadt Penkun zusammen nur noch 3.513 Einwohner.
Seit dem Zusammenschluss im Jahr 2004 befindet sich im Gebäude des ehemaligen Amtes Penkun eine Außenstelle des Amtes Löcknitz-Penkun. Am Anfang waren dort teile der Abteilungen Meldewesen, Kasse, Allgemeine Verwaltung, Wohngeld sowie von 2004 bis 2007 das komplette Bauamt untergebracht und es fanden wie am Amtssitz in Löcknitz auch in der Außenstelle in Penkun an drei Tagen in der Woche Bürgersprechstunden statt. Seit 2015 findet in der Außenstelle Penkun lediglich noch an einem Tag in der Woche eine Bürgersprechstunde statt. Die dort teilweise untergebrachten Abteilungen waren bereits in den Jahren zuvor nach und nach aufgelöst und zurück an den Amtssitz nach Löcknitz gezogen. Das Bauamt befand sich seit 2007 im Bürgerhaus (Alte Schule) in der Marktstraße 4 in Löcknitz und zog 2015 zurück ins Hauptgebäude des Amtes Löcknitz-Penkun in die Chausseestraße 30 in Löcknitz.
Der 1992 gegründete Zweckverband Gewerbegebiet Klar-See hat nach § 3 der Verbandssatzung die Aufgabe, die Erschließung und Vermarktung des 332.567 m² großen Gewerbegebietes „Klar-See“ in der Gemeinde Krackow zu realisieren und die Schmutz- und Abwasserentsorgung im Verbandsgebiet durchzuführen. Verbandsmitglieder sind nach § 1 die Gemeinden Glasow, Krackow, Nadrensee und die Stadt Penkun, in der sich auch der Sitz des Zweckverbandes befindet (Stand: 2016). Nach § 5 der Verbandssatzung sind Organe des Zweckverbandes die Verbandsversammlung und der Verbandsvorsteher. Nach Abschluss einer öffentlich-rechtlichen Vereinbarung des Zweckverbandes mit dem Amt-Löcknitz-Penkun übernimmt seit 2005 das Amt Löcknitz-Penkun die Verwaltung und die Haushaltsführung des Zweckverbandes (§ 10 und 11 Verbandssatzung).

## Politik
Nach § 131 Kommunalverfassung M-V (KV M-V) sind Organe des Amtes der Amtsausschuss und der Amtsvorsteher.

### Amtsausschuss
Der Amtsausschuss ist das oberste Willensbildungs- und Beschlussorgan des Amtes (§ 133 Abs. 1 KV M-V). Er ist, soweit nichts anderes bestimmt ist, oberste Dienstbehörde. Er bestellt eine leitende Verwaltungsbeamtin oder einen leitenden Verwaltungsbeamten (§ 134 Abs. 3 KV M-V). Der Amtsausschuss besteht aus den Bürgermeistern der amtsangehörigen Gemeinden und den weiteren Mitgliedern nach Absatz 2 (Gemeinden über 1 000 Einwohner entsenden weitere Mitglieder in den Amtsausschuss). Ist der Amtsvorsteher bei seiner Wahl nicht Mitglied des Amtsausschusses (§ 137 Abs. 1, Satz 3), so tritt er als zusätzliches Mitglied hinzu (§ 132 KV M-V). Der Amtsausschuss des Amtes Löcknitz-Penkun besteht seit 2014 danach aus folgenden 17 Mitgliedern:
- 13 Bürgermeister der Gemeinden des Amtes Löcknitz-Penkun
- 4 weitere Mitglieder aus den Gemeinden über 1 000 Einwohner (3 weitere Mitglieder aus Löcknitz, 1 weiteres Mitglied aus Penkun)

### Amtsvorsteher
Der Amtsvorsteher führt den Vorsitz im Amtsausschuss. Er vertritt ihn gegenüber Dritten. Der Amtsvorsteher leitet die Verwaltung des Amtes ehrenamtlich nach den Grundsätzen und Richtlinien des Amtsausschusses und im Rahmen der von ihm bereitgestellten Mittel. Er bereitet die Beschlüsse des Amtsausschusses vor und führt sie aus. Der Amtsvorsteher ist für die Geschäfte der laufenden Verwaltung des Amtes zuständig (§ 138 KV M-V).
- ?–2004 Lutz-Michael Liskow
- 2004–2009 Almut Reim
- 2009–2014 Lothar Meistring
- 2014–2019 Lutz-Michael Liskow
- seit 2019 Stefan Müller

### Leitender Verwaltungsbeamter (LVB)
Nach § 142 Abs. 1 bestellt der Amtsausschuss eine leitende Verwaltungsbeamtin oder einen leitenden Verwaltungsbeamten (LVB). Er berät und unterstützt den Amtsvorsteher in der Verwaltung des Amtes.
- 1992–2000 Hans-Josef Schneider
- 2000–2017 Sigrid Siebert[8]
- seit 2018 Danielo Futh

### Amtsverwaltung
Das Amt Löcknitz-Penkun hat nach § 126 Abs. 1 Kommunalverfassung M-V (KV M-V) eine eigene Verwaltung herausgebildet. Die Amtsverwaltung hat zusammen 34 Beamte und Angestellte (2015) und untergliedert sich in die folgenden 4 Bereiche:
- Leitender Verwaltungsbeamter
- Haupt- und Ordnungsamt
- Kämmerei
- Bauamt

### Dienstsiegel
Das Amt verfügt über kein amtlich genehmigtes Hoheitszeichen, weder Wappen noch Flagge. Als Dienstsiegel wird das kleine Landessiegel mit dem Wappenbild des Landesteils Vorpommern geführt. Es zeigt einen aufgerichteten Greifen mit aufgeworfenem Schweif und der Umschrift „AMT LÖCKNITZ-PENKUN“.

## Wirtschaft
Auf Grund der vorhandenen Rohstoffe findet man im Amtsbereich holzverarbeitende Gewerbe sowie Bau- und Baustoffindustrie. Zunehmend ausgebaut wird das Tourismusgewerbe.